# Hokkaidō-ben
Le Hokkaidō-ben (北海道弁) est un groupe de dialectes, voire un seul dialecte du japonais (弁, ben), parlé dans la région de Hokkaidō. Ce dialecte s'est formé à partir d'autres dialectes provenant de l'île principale du Japon, Honshū. La préfecture de Hokkaidō fut en grande partie peuplée par des Japonais de régions diverses, notamment du Tōhoku et du Hokuriku, à partir de l'ère Meiji. Plusieurs dialectes japonais ont donc laissé des traces dans le parler de Hokkaidō.
Aujourd'hui, le lien entre le dialecte de Hokkaidō et la langue japonaise fait débat. Certains linguistes doutent même de l’existence d'un seul et même dialecte cohérent, propre à la préfecture de Hokkaidō. Takeshi Shibata (2003) a avancé trois théories :
1. Les variétés parlées à l'intérieur de l'île sont liées aux dialectes du Kantō, tandis que les variétés côtières sont liées aux dialectes du Tōhoku.
2. Il n'existe qu'un seul dialecte à Hokkaidō et celui-ci constitue une branche à part entière du japonais oriental.
3. Il existe un dialecte de Hokkaidō, mais il provient du dialecte de Niigata (l'un des dialectes Tōkai-Tōsan), qui constitue lui-même un dialecte de transition avec des caractéristiques du japonais occidental.

L'influence des dialectes du Tōhoku est plus importante dans les zones côtières, en particulier dans la péninsule d'Oshima, où se trouve la ville de Hakodate. Dans cette région, la variété locale du japonais est communément appelée langage du littoral (浜言葉, Hama-kotoba). Le dialecte parlé dans la zone urbaine de Sapporo est plus proche du japonais standard. Des caractéristiques du japonais occidental peuvent avoir été amenées par des marchands du Kansai de l'Hokuriku qui ont emprunté la Kitamaebune, une route commerciale.
Une autre langue parlée à Hokkaidō est l'aïnou. Celle-ci était parlée sur l'ensemble de l'île avant l'arrivée des Japonais. Aujourd'hui, elle n'est plus parlée que par quelques personnes âgées.

## Vocabulaire enHokkaidō-ben
- Dabe (desho) : n'est-ce pas ?
- Namara : très (utilisé depuis les années 1970, du dialecte de Niigata)
- Shibareru : geler (des dialectes du Tōhoku)
- Shitakke : à plus
- Tōkibi : maïs